# Djong
Une djung (également appelé jung, jung ou junk ) est un ancien type de voilier originaire de Java, généralement utilisé par les marins javanais et malais. Ces mots étaient alors et sont maintenant orthographiés comme " jung " dans leur langue maternelle, l'orthographe de " djung " est en fait une romanisation coloniale. La djung était principalement utilisée comme navire à passagers et cargo, atteignant le Ghana ou même le Brésil dans les temps anciens. Le poids moyen de la charge était de 400 à 500 tonnes de port en lourd, avec une fourchette de 85 à 2 000 tonnes. À l'époque de Majapahit, ce type de navire était utilisé comme navire de guerre, mais il avait aussi la préférence comme navire de transport,.

## Étymologie
Il y a une hésitation quant à savoir si l'origine du nom provient du dialecte chinois ou du javanais. Le mot jung, jung ou junk peut être dérivé du mot chinois pour bateau (船). Cependant, Paul Pelliot et Waruno Mahdi ont réfuté l'origine chinoise du nom, :38. Plus proche est « jung » en javanais qui signifie navire. Le mot jung se trouve dans les anciennes inscriptions javanaises du IXe siècle,. Ce mot est entré en malais et en chinois au XVe siècle, quand une liste de mots chinois l'a identifié comme le mot malais pour bateau, rejetant ainsi pratiquement l'origine chinoise du nom. La fin du XVe siècle Undang-Undang Laut Melaka, un code maritime composé par des armateurs javanais à Melaka, utilise fréquemment jong comme mot pour les navires de fret.
L'origine du mot " junk " en anglais peut être attribuée au mot portugais " junco ", qui est traduit du mot arabe jnk (جنك). Ce mot provient du fait que les caractères arabes ne peuvent pas représenter le digraphe "ng" :37. Le mot était utilisé pour désigner à la fois les navires javanais/malais ( jung ) et chinois ( chuán ), bien que ce soient des navires très différents. Après la disparition du jung au XVIIe siècle, le sens du mot « junk » (et d'autres mots similaires dans les langues européennes), qui jusque-là était utilisé comme transcription du mot « jung » en malais et en javanais, a changé de sens pour se référer aux navires chinois seuls :222 .
La technologie maritime chinoise a une longue histoire depuis la dynastie Han (220 avant J.-C. - 200 après J.-C.), mais à l'heure actuelle, c'est toujours un bateau fluvial, pas un bateau océanique. Pour naviguer sur l'océan, les Chinois de l'époque préféraient monter sur les navires du pays « K'un-lun », qui désignaient Java et Sumatra. Les gens de l'archipel appellent généralement les grands navires chinois « wangkang », tandis que les petits sont appelés « top ». Il existe également des termes en malais « cunea », « cunia » et « cunya » qui proviennent du dialecte chinois Amoy 船 仔 (tsûn-á), qui désigne les navires chinois de 10 à 20 m de long,.
Le mot « djung » est l'écriture en néerlandais pour jung, car le phonème [d͡ʒ] s'y écrit /dj /, alors qu'en Indonésie, le mot jung est utilisé.

## Les marins de l'archipel

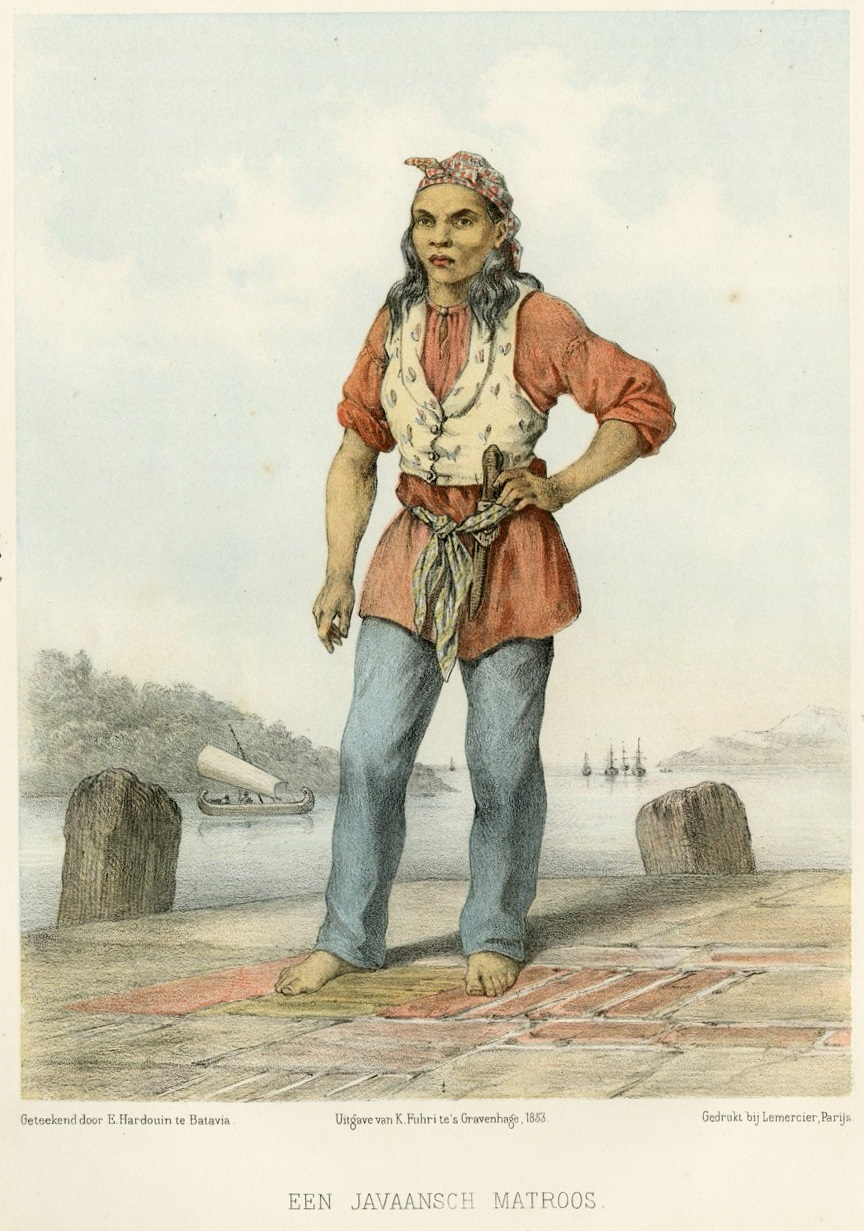
Un marin javanais.

L'archipel est connu pour la production de grandes jung. Lorsque les marins portugais atteignirent les eaux de l'Asie du Sud-Est au début des années 1500, ils trouvèrent cette zone dominée par les jung javanaises. Ce navire marchand javanais contrôlait la route vitale des épices, entre les Moluques (Maluku), Java et Malacca. La ville portuaire de Malacca à cette époque était pratiquement devenue une ville javanaise. De nombreux marchands et capitaines javanais s'y installèrent et contrôlèrent en même temps le commerce international. De nombreux charpentiers javanais qualifiés établirent des chantiers navals dans la plus grande ville portuaire d'Asie du Sud-Est. Des preuves de l'expertise javanaise dans le domaine de la navigation furent également trouvées dans certains bas-reliefs du temple de Borobudur, qui figurent un bateau d'assemblage - plus tard appelé le « Kapal Borobudur (id) ».
Pour traverser l'océan, les Malais (Nusantara) créèrent indépendamment une voile jung, layar jung (id), faite de nattes tissées renforcées de bambou, au moins plusieurs centaines d'années avant J.-C. Au cours de la dynastie Han (206 avant J.-C. à 220 après J.-C.), les Chinois commencèrent à utiliser une telle voile, héritée de marins malais qui avaient visité leur côte sud. En plus de ces types de voile, ils fabriquent également une voile au tiers équilibrée (ou ce que l'on appelle communément un layar tanja (en). La découverte de voiles de ce type rendit possible la navigation sur la côte ouest de l'Afrique, en raison de sa capacité à naviguer contre le vent,.
À l'époque de Majapahit, presque toutes les matières premières d'Asie se trouvaient à Java; grâce au commerce maritime extensif réalisé par le royaume de Majapahit, qui utilisait différents types de navires, en particulier des jungs, pour faire du commerce avec des endroits éloignés :267-293. Ma Huan (traducteur de Zheng He) qui visita Java en 1413, déclara que les ports de Java faisaient le commerce de marchandises et offraient des services à la hauteur voir plus complets que les autres ports d'Asie du Sud-Est :241. Aussi à l'époque de Majapahit, les explorations de l'archipel enregistrent leur plus grande réussite. Ludovico de Verthema (1470-1517), dans son Itinerario (les giunchi) déclara que des Sud-Javanais avaient navigué vers une terre très au sud où « le jour ne dure que quatre heures» et où il « fait plus froid qu'en aucun autre lieu du monde  ». Des recherches modernes ont déterminé que le site est situé à au moins 900 milles marins (1 666 km) au sud du point le plus au sud de la Tasmanie et jusqu'en Terre de Graham, Péninsule Antarctique,.
Les Javanais, comme les autres tribus austronésiennes, utilisaient un système de navigation bien établi: l'orientation en mer se faisait en utilisant une variété de repères naturels et en utilisant une technique astronomique très distinctive appelée navigation à l'étoile. Fondamentalement, les navigateurs déterminaient la direction d'un navire vers des îles connues en utilisant leurs positions ascendantes et le coucher de certaines étoiles à l'horizon :10. Dans la période Majapahit, des boussoles et des aimants furent utilisés, en plus de la cartographie (la science de la cartographie développée): L'utilisation de cartes pleines de lignes allongées et transversales, de loxodromies et de routes directes parcourues par les navires fut enregistrée par les Européens, jusqu'à ce que les Portugais classent la carte de Java comme la meilleure carte du début des années 1500,.
Quand Afonso de Albuquerque conquit Malacca (1511), les Portugais obtinrent une carte d'un converti javanais, qui montraient également certaines parties du continent américain. Concernant la carte, Albuquerque dit:

« ... une grande carte d'un converti javanais, contenant le cap de Bonne-Espérance, le Portugal, le pays de Brésil, la mer Rouge et le golfe Persique, les îles des clous [de girofle], les routes de navigation des Chinois et des Gores, avec leurs voies maritimes et les routes directes que prennent leurs vaisseaux, et l’intérieur des terres et les royaumes qui confinent les uns aux autres […] Cela me parut la plus belle chose que j’ai jamais vue, Messire […] Les noms y étaient inscrits en lettres javanaises mais je me les fit expliquer par un Javanais capable de lire et d’écrire [sa langue] […] Votre altesse peut clairement voir [grâce à cette carte] d’où viennent les Chinois et les Gores et la route que vos vaisseaux doivent suivre pour les îles de clous [de girofle] et où sont les mines d’or, et les îles de Java et de Banda […] et de la noix de muscade et le pays du Roy de Siam et aussi le point ou prend fin le domaine de navigation des Chinois et par où ils passent et où ils ne naviguent point […] Vous pouvez tenir cette carte pour chose très certaine et très précise parce que c’est la navigation même au moyen de laquelle les Javanais vont et viennent. »

— Lettre d’Albuquerque au roi Manuel 1er de Portugal, 1er avril 1512. Romain Bertrand, L’histoire à part égales, Récits d’une rencontre Orient-Occident (xvie – xviie siècle), Le Seuil, 2011, p. 83-84.
Diogo do Couto dans son ouvrage Da Asia, publié en 1645, mentionne:
 Les Javanais sont des gens très expérimentés dans l'art de la navigation, jusqu'à ce qu'ils soient considérés comme les pionniers de cet art le plus ancien, bien que beaucoup indiquent que les Chinois ont plus droit à ce prix, et insistent pour que cet art soit transmis d'eux aux Javanais. Mais ce qui est certain, c'est que les Javanais ont jadis navigué jusqu'au cap de Bonne-Espérance et sont entrés en relations avec Madagascar, où maintenant de nombreux indigènes de Madagascar disent être des descendants des Javanais. 

## Construction

Détroit de Muria à l'époque de (1521–1546). En 1657, le détroit s'était rétréci ou avait disparu.

La construction de bateaux Nusantara est tout à fait unique. La coque du bateau est formée en reliant les planches à la quille du navire. Ensuite, il est connecté à une cheville en bois sans utiliser d'ossature, de boulon ou de clou en fer. La hauteur de la proue et de la poupe du navire est en forme de cône. Ce navire est équipé de deux barres de direction qui ressemblent à des pagaies, ainsi que d'une voile de forme rectangulaire (layar tanja) ou d'un voile latine avec un cloisonnement en bambou (layar jung)). Le navire javanais était clairement différent du navire chinois dont la coque était fixée avec des gournables en bois et non des clous en fer. De plus, les navires chinois ont un seul gouvernail axial monté sur l'étambot à la poupe.
Duarte Barbosa a rapporte que les navires de Java à quatre mâts, étaient très différents des navires portugais. Fabriqués en bois très épais, lorsque le navire vieillissait, il était fixé avec de nouvelles planches, et de cette façon trois à quatre planches de planches étaient empilées en couches. Les cordes et les voiles étaient en rotin tressé. Les jungs javanaises étaient fabriquées en teck à l'époque de ce rapport (1512), à cette époque, les jonques chinoises utilisaient encore du bois tendre comme matière principale. La coque javanaise est formée en joignant les planches à la quille, puis entre elles avec un gournable en bois, sans utiliser d'ossature (sauf pour le renfort suivant), ainsi que des boulons ou des clous en fer. Les planches sont perforées à la main et insérées avec des gournables, qui restent dans les planches, invisibles de l'extérieur. Dans certaines régions, des vaisseaux plus petits peuvent être attachés avec des fibres végétales. Le navire est pointu aux deux extrémités, et porte deux rames-gouvernail latérales et une voile latine (layar tanja) , mais il peut aussi utiliser une voile jung qui est d'origine malaise. Très différent des navires chinois, dont les coques sont attachées par des cordes et des clous en fer à l'ossature et à la cloison qui divise la cale. Les navires chinois ont un seul gouvernail à la poupe, et (sauf au Fujian et au Guangdong) ils ont un fond plat sans quille. 

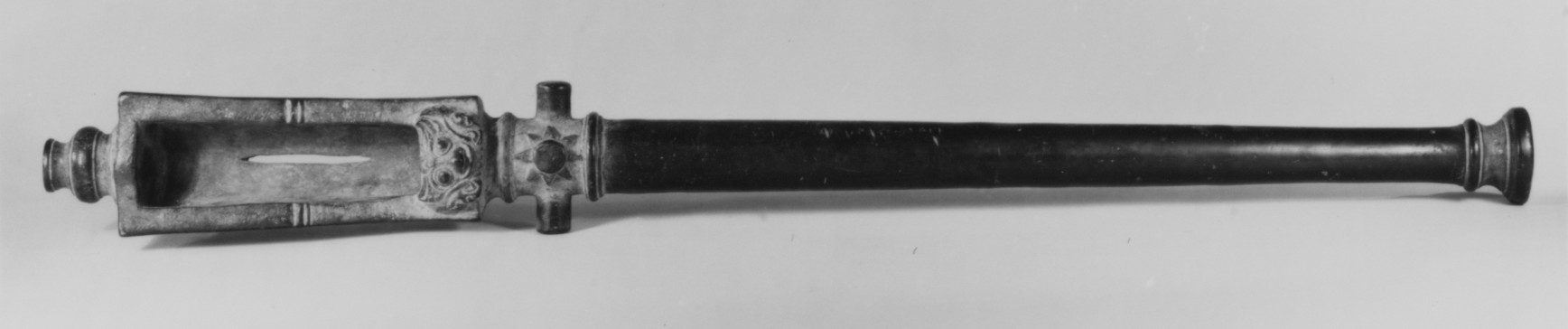
Canon Cetbang Majapahit, du Metropolitan Museum of Art, qui daterait du. Notez le symbole Surya Majapahit.

Les représentations historiques montrent également le beaupré (tiang cucur) et le foc, ainsi que l'étrave (linggi haluan) et l'étambot. De l'avant vers l'arrière, il y a des structures comme des cabines, où les marins sont protégés de la chaleur du soleil, de la pluie et de la rosée. À la poupe, se trouve la cabine du capitaine. La cabine est carrée et fait saillie (« menggantung ») au-dessus de sa poupe arrière pointue (linggi belakang). La proue a également une « plate-forme » carrée faisant saillie au-dessus de l'avant Linggi, pour beaupré pôle et le canon de blindage tournée vers l'avant (appelé Apilan (id) en malais),. Une jung peut transporter jusqu'à 100 berço (artillerie chargée par la culasse - faisant peut-être référence aux canons cetbang locaux) . Selon le Père Nicolau Pereira, la jung avait 3 gouvernails, un de chaque côté et un au milieu. Le rapport de Pereira est inhabituel, car un autre rapport ne mentionne que 2 gouvernails latéraux. Cela peut faire référence à une jung hybride, avec un gouvernail central tel que celui d'un navire chinois (le gouvernail central est suspendu) ou le gouvernail central occidental (direction du pivot et du gouvernail). Une jung a un rapport largeur/longueur de 1: 3 à 1: 4, ce qui la fait rentrer dans la catégorie des «kapal bundar» (bateau rond). 
Barbosa également mentionna diverses marchandises transportées par ces navires, dont riz, bœuf, agneau, porc et cerfs, séchés et salés, ainsi que de nombreux poulets, ail et oignons. Les armes échangées comprenaient lances, des poignards et des épées, tout en métal ornemental très fin et en acier. Les kemukus, une coloration jaune appelée cazumba (kasumba) et l'or produit à Java sont également transportés avec eux. Barbosa mentionne les lieux et les itinéraires visités par ces navire: Malacca, la Chine, les îles Maluku, Sumatra, Tenasserim, Pegou, le Bengale, Palicat, Coromandel, Malabar, Cambay et Aden. Les passagers amènent leurs femmes et leurs enfants, au point même que certains d'entre eux ne quittent jamais le bateau pour se rendre à la plage, ni n'ont d'autre endroit où vivre, car ils sont nés et meurent sur le bateau. D'après les archives historiques, il est connu que les navires en bois de teck peuvent durer jusqu'à 200 ans.
Citation de Jung Jawa: Un recueil de nouvelles de Rendra Fatrisna Kurniawan publié par Babel Publishing, écrit dans la préface de la publication de 2009 que Jung Java, qui a été décrit pour la première fois par les Portugais, était un navire qu'ils ont capturé en 1511. Les Portugais ont reconnu Java comme l'origine des jonques géantes. «Du royaume de Java sont venus des navires géants Junco vers la ville de Malacca. La forme est très différente de celle de nos navires, en bois très épais, de sorte que si le bois vieillit, les nouvelles planches peuvent être recouvertes " .
La taille et la construction des jonques javanaises demande une expertise et des matériaux qui ne sont pas nécessairement disponibles dans de nombreux endroits.Les jonques javanaises géantes ne sont donc produites qu'à deux endroits autour de Java: sur la côte nord de Java, autour de Cirebon et de Rembang-Demak (dans le détroit de Muria qui sépare le mont Muria de Java), et également sur la côte sud de Kalimantan, en particulier à Banjarmasin et les îles environnantes. Cet endroit a la même forêt de teck, mais les chantiers navals de Kalimantan apportent toujours du teck de Java, tandis que Kalimantan lui-même est un fournisseur de bois de fer. Pégou (aujourd'hui Bago), qui était un grand port au XVIe siècle, produisait également des jungs, par les Javanais qui s'y installaient.

## Histoire
Claude Ptolémée, vers 100 après J.-C. dans sa Géographie déclara qu'un grand navire était venu d'Inde orientale. Ceci est également confirmé par le livre Le Périple de la mer Érythrée. Les deux mentionnent un type de navire appelé Colandia (en) kolandiaphonta (également connu sous le nom kolandia, kolandiapha, et kolandiapha onta), qui est une transcription directe du mot chinois K'un-lun po - qui signifie navire "Kun-lun", Noms chinois pour Sumatra et/ou Java.

Un livre du IIIe siècle intitulé "Hal-Hal Aneh dari Selatan" (南 州 異物 志, Yiwu Zhi (en), Choses étranges du Sud) par Wan Chen (萬 震) décrit un navire capable de transporter 600-700 personnes avec plus de 10 000 hu (斛) cargo (selon diverses interprétations, signifie 250–1 000 tonnes). Ces navires ne sont pas de Chine, mais de K'un-lun (signifiant « îles sous le vent » ou « îles du Sud»). Les navires appelés K'un-lun po (ou K'un-lun bo ), d'une longueur supérieure à 50 mètres et d'une hauteur au-dessus de l'eau de 5,2 à 7,8 mètres. Vu d'en haut, les navires étaient surmontés des galeries similaires . Il a expliqué la conception de la voile du navire comme suit: 
 «Les quatre voiles ne faisaient pas directement face, mais étaient disposées inclinées et disposées de manière à pouvoir être fixées dans la même direction, recevoir le vent et le déverser. Les voiles derrière la voile face au vent reçoivent la pression du vent, les projetant de l'un à l'autre, de sorte qu'ils bénéficient tous de leur force. En cas de tempête, (les marins) réduisent ou agrandissent la surface de la voile en fonction des conditions. Ce système de voile inclinable, qui permet à la voile de recevoir le vent l'un de l'autre, évite l'angoisse qui survient lors d'un piquet haut. Ainsi, ces navires naviguent sans éviter les vents forts et les grosses vagues, avec lesquels ils peuvent atteindre des vitesses élevées. " - Wan Chen, Choses étranges du sud  
 Un livre de 260 av.J.-C. par K'ang T'ai (康泰) décrit sept voiliers appelés po pour transporter des chevaux qui peuvent voyager jusqu'en Syrie. Il a également fait référence au commerce de mousson entre les îles (ou îles), qui a pris un mois et plusieurs jours dans un grand po. Le mot "po" n'est pas chinois, mais il est dérivé du mot bateau. On notera que le mot perahu, «bateau» avant le 17e siècle se réfère aux grands navires  :193.
Faxian (Fa Hsien) lors de son voyage de retour en Chine depuis l'Inde (413-414) monta à bord d'un navire contenant 200 passagers et marins de K'un-lun qui tiraient de plus petits navires. Le typhon frappa et força certains passagers à se déplacer vers un navire plus petit, mais l'équipage craignait que le navire ne soit surchargé et a enlevéa les sangles pour se séparer du grand navire. Heureusement, le gros navire n'a pas coulé et a fait atterrir ses passagers à Je-po-ti (Yawadwipa - Java). Après 5 mois, l'équipage et les passagers construisirent un nouveau navire de taille comparable pour se rendre en Chine.

Dans I-ch'ieh-ching yin-i, un dictionnaire compilé par Huei-lin vers 817 apr. J.-C., po est mentionné plusieurs fois: 
 "Ssu-ma Piao, dans son commentaire sur Chuang Tzü, a dit que les grands navires étaient appelés" po ". Selon Kuang Ya, Po est un paquebot. Il a un tirant d'eau (profondeur)  60 pieds (18 m). Ce navire est rapide et transporte 1 000 personnes avec leurs marchandises. Le navire est également appelé k'un-lun-po. " 
Guangya (en)ou Kuang Ya est un dictionnaire compilé par Zhang Yi (en) environ 230 après J.-C., tandis que Seu-ma Piao vécut d'environ 240 à environ 305 après J.-C En 1178, Guangzhou agent des douanes Zhou Qufei, écrit dans le Lingwai Daida (en) sur les navires nationaux du Sud: 
 «Les navires naviguant dans la mer du Sud (mer Natuna du Nord ) et à nouveau dans le sud ( océan Indien ) sont comme des maisons géantes. Lorsque la voile s'agrandit, ils sont comme un gros nuage dans le ciel. Leur gouvernail atteint des dizaines de pieds de longueur. Un navire peut transporter plusieurs centaines de personnes et un stock de riz pendant un an. Les porcs sont nourris à l'intérieur et le vin est fermenté pendant la navigation. Il n'y a aucun rapport de personnes vivantes ou mortes, selon lesquelles ils ne reviendront pas à terre après avoir navigué dans la mer bleue. À l'aube, lorsque le gong cognait sur le navire, les animaux pouvaient boire, l'équipage et les passagers oubliaient tous les dangers. Pour quiconque monte, tout est caché et perdu dans l'espace, les montagnes, les terres et les terres étrangères. L'armateur peut dire "Pour atteindre ces pays, avec des vents favorables, dans quelques jours, nous verrons certainement des montagnes, et ce navire doit être orienté vers elle". Mais si le vent ralentit et n'est pas assez fort pour pouvoir voir la montagne dans le temps imparti; dans ce cas, la séquence peut devoir être modifiée. Et le navire peut marcher loin sur terre et perdre sa position. Des vents forts peuvent apparaître, le navire peut être transporté en va-et-vient, peut être capable de rencontrer des hauts-fonds ou poussé dans des rochers cachés, puis il peut endommager le toit de la maison au-dessus de son pont. Un gros navire avec une cargaison lourde n'a pas à craindre les mers agitées, mais dans les bas-fonds, il pleure. "  
 En 1322, le moine Odoric de Pordenone rapporta que le navire Nusantara du type zunc [um] transportait environ 700 personnes, marins et commerçants.
Le royaume de Majapahit utilisait massivement la jung comme puissance maritime. On ne sait pas exactement comment le nombre total de jungs utilisés par Majapahit, mais ils sont regroupés en 5 flottes. Le plus grand nombre de jungs déployés dans une expédition était d'environ 400 jungs accompagnés d'innombrables malangbang et Kelulus (id), lorsque Majapahit a attaqué Pasai. Chaque navire mesure environ 70 mètres de long, pèse environ 500 tonnes et peut transporter 600 personnes. Le grand peut transporter 800 personnes et atteindre 50 brasses de longueur (environ 91,44-100 m). Le navire est armé d'un canon de 3 mètres de long et de nombreux cetbang de petite taille. Avant la tragédie de Bubat en 1357, le roi sundanais et sa famille sont venus à Majapahit après avoir navigué sur la mer de Java dans une flotte de 200 grands navires et 2000 petits navires. Le navire à bord de la famille royale était une jung hybride Chine-Asie du Sud-Est de neuf étages (Old Javanese: jung sasanga ring tatarnagari tiniru ). Ce navire hybride a mélangé les techniques chinoises dans sa fabrication, à savoir l'utilisation de clous en fer en plus d'utiliser des chevilles en bois et également la réalisation de cloisons étanches, et l'ajout d'un gouvernail central,. 

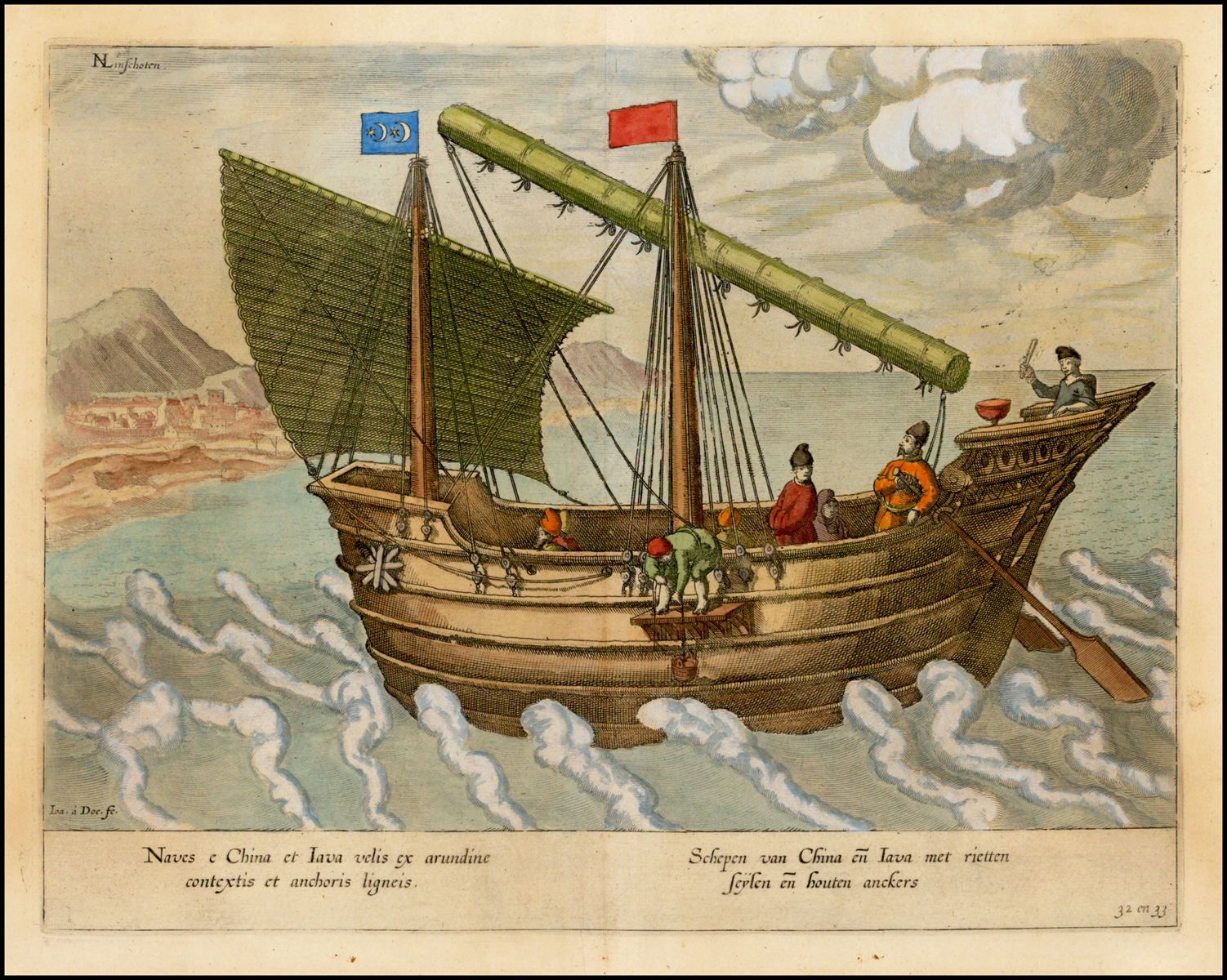
Une jung hybride sino-asiatique du sud-est. Le drapeau qui affiche le croissant de lune montre que cette jung provenait de l'un des sultanats islamiques d'Indonésie.

Le livre 1349 de Wang Dayuan, Daoyi Zhilüe Guangzheng Xia (en)(«Description des barbares des îles») décrit des «bateaux-bateaux» à un endroit appelé Gan-mai-li en Asie du Sud-Est. Ces navires sont plus gros que les navires marchands ordinaires, les côtés de la coque étant constitués de plusieurs planches. Ces navires n'utilisent ni clous ni mortiers pour les combiner, ils utilisent plutôt de la fibre de coco. Ils ont deux ou trois ponts, avec la « maison » au-dessus du pont supérieur. Au fond, ils portaient de l'encens pressé, en plus de quoi ils portaient plusieurs centaines de chevaux. Wang mentionne spécifiquement ces navires parce que le poivre, qui est également transporté par eux, est amené en grand nombre dans des endroits éloignés. Les navires marchands réguliers ne transportent généralement que moins de 1/10 de leur cargaison.
Habituellement, le navire principal tire un petit bateau derrière lui pour atterrir. Les données des archives de Marco Polo permettent de calculer la taille de ces navires, dont le plus grand peut avoir une capacité de 500 à 800 tonnes, presque la même que les navires chinois utilisés pour le commerce au XIXe siècle. Le petit navire lui-même pouvait transporter environ 70 tonnes.
Nicolò de' Conti, lors de son voyage en Asie de 1419 à 1444, a décrit un navire beaucoup plus grand qu'un navire européen, qui pouvait peser 2 000 tonnes, avec cinq voiles et mâts. Les fonds sont construits avec trois couches de planches, pour résister à la force de la tempête. Le navire a été construit avec des compartiments, de sorte que si une partie est détruite, l'autre partie reste intacte pour terminer le voyage.
Fra Mauro explique dans sa carte qu'une jung a réussi à contourner le cap de Bonne-Espérance et a navigué loin dans l'océan Atlantique, en 1420: 
 "Vers 1420 apr. J.-C., un navire, appelé zoncho indien, alors qu'il traversait l'océan Indien vers les" îles Mâle et Femelle ", a été détourné au-delà du" Cap de Diab "(indiqué comme cap de Bonne-Espérance sur la carte), passant devant les" îles vertes "(" isole uerde », Sur l'île de Cabo Verde, à« l'océan des ténèbres »(océan Atlantique) à l'ouest et au sud-ouest. Rien d'autre que de l'air et de l'eau n'a été vu pendant 40 jours et selon leurs calculs, ils ont parcouru 2000 milles jusqu'à ce que la chance les quitte. Lorsque le temps s'est calmé, ils sont retournés au "Cap Diab" en 70 jours et ont approché la plage pour faire le plein de provisions, les marins ont vu un œuf d'oiseau appelé roc, dont l'œuf était aussi gros qu'une amphore. " - Écriture sur la carte Fra Mauro, 10-A13  
 Les navires de Borobudur jouèrent un rôle important dans toutes les affaires javanaises du secteur maritime, pendant des centaines d'années avant le XIIIe siècle. Au début du VIIIe siècle, le rôle de Borobudur fut déplacé par de plus gros navires javanais, avec trois ou quatre voiles comme la Jung. Les marins portugais l’appelaient juncos, les marins italiens l'appelaient zonchi. Le terme jung a été utilisé pour la première fois dans les notes de voyage de Odoric de Pordenone, Jean de Marignol et Ibn Battûta qui naviguèrent vers l'archipel, à partir du XIVe siècle. Ils louèrent la grandeur du navire javanais géant en tant que souverain de la mer d'Asie du Sud-Est. La technologie de fabrication de Jung n'est pas très différente du travail de Borobudur; la coque entière est construite sans utiliser de clous.
Des rencontres avec des Jungs géantes eurent lieu avant l'invasion de Malacca. L'historien portugais João de Barros (1496-1570) écrivit que lorsqu'une grosse tempête s'était produite lorsque la flotte d'Albuquerque se trouvait entre le Sri Lanka et Aceh, un navire sous le commandement de Simão Martinho coula, mais son équipage fut secouru par Fernão Pires de Andrade et emmené à son navire. Pour compenser cette perte, les Portugais capturèrent 5 navires du Gujarat qui naviguaient entre Melaka et Sumatra. La petite flotte d'Albuquerque combattit avec une jung ennemi de musulmans de Melaka près d'une île entre Lumut et Belawan. Selon Barros, ils se sont battus pendant 2 jours. L'équipage de la jung a utilisé des tactiques pour brûler des matériaux huileux et combustibles comme un moyen de brûler le navire Albuquerque et de repousser les actions d'abordage, lorsque la flotte d'Albuquerque a frappé et a tiré le canon à courte portée. Même si la jung a abandonné; les Portugais ont eu l'admiration pour le jung et son équipage qui l'ont surnommé O Bravo (Jung Pemberani). L'équipage portugais a demandé à Fernão Pires de persuader Albuquerque que l'équipage de la jung soit épargné et considéré comme des subordonnés du Portugal qui ne savaient pas avec qui ils se battaient. Albuquerque a finalement accepté cela.
En passant devant Pacem (Samudera Pasai), les Portugais rencontrèrent une jung, un bateau plus grand et plus rapide que leur plus gros navire, le Flor del la Mar. Les Portugais ont actuellement un escadron (40 à 43 navires). Les Portugais lui ordonnèrent de s'arrêter mais il tira sur la flotte, après quoi les Portugais ripostèrent. Rapporté par Gaspar Correia:
Parce que la jonque avait lancé l'attaque, le gouverneur l'approcha avec toute sa flotte. Les navires portugais commencèrent à tirer sur la jonque, mais cela n'eut aucun effet. Puis la jonque navigua au loin…. Les navires portugais tirèrent alors tiré sur les mâts de la jonque…. et la voile tomba. Parce que le mât était si haut, les hommes n'osaient pas le monter, et les tirs ne l'avaient pas du tout endommagé car la jonque avait quatre couches de planches. Les plus gros canons portugais n'ont pu pénétrer que deux couches maximum… Voyant cela, le gouverneur ordonna à la nau - de venir de côté de junco. Et essayant de monter à bord du junco, la poupe du navire ne pouvait pas atteindre le pont si bien que le navire portugais dut s'éloigner de nouveau du navire. (Après avoir combattu pendant deux jours et deux nuits), le gouverneur décida de briser les deux gouvernails qui se trouvaient à l'extérieur du navire. Ce n'est qu'alors que le jonque abandonna.
Après l'embarquement, les Portugais trouvèrent un membre de la famille royale Pacem, avec qui Albuquerque espérait pouvoir échanger des prisonniers portugais.
La description des jonques javanaises a été spécifiquement rapportée par Alfonso de Albuquerque, commandant de la flotte portugaise qui occupait Malacca en 1511. Les Portugais ont reconnu Java comme l'origine des plus grandes jonques. Ce type de navire était utilisé par la marine royale javanaise (Demak) pour attaquer la flotte portugaise.
On a dit que les jonques javanaises avaient quatre mâts, étaient faites de planches à quatre couches et pouvaient résister aux tirs de canon des navires portugais. Le chargement moyen est d'environ 600 tonnes, dépassant les navires de guerre portugais. Le plus grand Jung du royaume de Demak avait une charge de 1000 tonnes qui a été utilisé comme transporteur de troupes javanaises pour attaquer la flotte portugaise à Malacca en 1513.
En janvier 1513, Pati Unus tenta de surprendre le Portugais Malacca, transportant environ 100 navires avec 5 000 soldats javanais de Jepara et Palembang. Environ 30 d'entre eux sont de grands jung pesant 350 à 600 tonnes (une exception au navire principal Pati Unus), le reste est un type de navire de lancement, de croiseur et de kelulus. Jung-jung lui-même transporte 12 000 personnes. Les navires transportaient de nombreuses pièces d'artillerie fabriquées à Java. Malgré sa défaite, Patih Unus rentra chez lui et bloqua son navire de guerre comme monument à la lutte contre ceux qu'il appelait les plus courageux du monde. Il a gagné quelques années plus tard sur le trône de Demak. Dans une lettre à Alfonso de Albuquerque, de Cannanore, le 22 février 1513, Fernão Pires de Andrade, capitaine de la flotte qui a chassé Pate Unus, a déclaré:
Castanheda nota que la jung Pati Unus était construite avec 7 planches, appelées lapis en malais, entre chaque planche recevait une couche composée d'un mélange d'asphalte, de chaux et d'huile. Pati Unus l'utilisa comme fort flottant pour bloquer la zone autour de Malacca.
Les Portugais notèrent que le grand navire ingérable était une faiblesse. Les Portugais réussirent à repousser l'attaque avec un navire plus petit et agile, utilisant la tactique d'embarquement et de brûlure des jonques. De cette façon, la flotte portugaise pourrait chasser la jung javanaise des eaux de Malacca. Étonné de la force de ce navire, Albuquerque employa 60 charpentiers et constructeurs de navires javanais du chantier naval de Malacca et l'envoya en Inde, espérant que ces artisans seraient en mesure de réparer les navires portugais en Inde. Mais ils n’arrivèrent jamais en Inde, se rebellèrent et prirent le bateau portugais qu'ils voyageaient à Pasai, où ils ont été accueillis avec extraordinaire. Au moins 1 jung a été amené au Portugal, pour être utilisé comme navire de la garde côtière à Sacavem sous les ordres du roi Jean III,.
Giovanni da Empoli (marchand florentin) déclara qu'au pays de Java, les jung ne différaient pas en force des forteresses, car il avait trois et quatre couches de planches, l'une au-dessus de l'autre, qui ne pouvaient pas être endommagées par l'artillerie. Ils ont navigué avec des femmes, des enfants et leurs familles, et chacun gardait sa propre chambre.

Tome Pires, en 1515, apprit que les autorités de Canton (aujourd'hui Guangzhou) avaient promulgué une loi exigeant que les navires étrangers accostent sur une île près de la côte. Il a dit que les Chinois avaient promulgué une loi interdisant l'entrée des navires à Canton parce qu'ils avaient peur des Javanais et des Malais, parce qu'ils croyaient qu'une jung javanais ou malais pouvait vaincre 20 jonques chinoises. La Chine a plus de 1000 jonques, mais une jung de 400 tonnes peut détruire Canton, et cette destruction entraînera de grandes pertes pour la Chine. Les Chinois ont peur que la ville leur soit enlevée, car Canton est l'une des villes les plus riches de Chine. 

La section de coupe de la carte de l'océan Indien sur l'atlas Miller, montre 2 jongs, l'un est un navire à 6 pôles vu de derrière, l'autre est un navire à 7 pôles.
La section coupée de la carte de la mer de Chine montre les six et trois maîtres jong.
Montre également des pièces de la carte de la mer de Chine, celle-ci est un jong à cinq mâts.

 L'Atlas Lopo Homem-Reineis (atlas de Miller) en 1519 est l'une des premières cartes d'Europe qui représente le jung. jung-jung de trois à sept mât, avec les mêmes arêtes vives (en raison de la hauteur de la proue et du niveau de la poupe), et est entraîné à l'aide d'un double quart de roue. Cependant, il y a des inexactitudes dans la description. Les navires furent représentés avec un grand château à l'avant qui ressemblait à celui d'une caraque. la voile est représenté comme une voile carrée, bien que l'artiste ait peut-être essayé de dessiner une voile rectangulaire oblique (voile tanja). Une structure en forme de flèche sur l'arc pourrait être une tentative de décrire la nouvelle littérature.
En 1574, Ratu Kalinyamat de Jepara attaqua la Melaka portugaise (en) avec 300 navires, sont 80 jungs avec un tonnage de 400 tonnes et 220 diplômés sous le commandement de Ki Demat, mais avec peu d'artillerie et d'armes à feu. Lorsque les approvisionnements s'épuisèrent et que l'air devint pollué par la maladie, Tristão Vaz da Veiga, gouverneur de Malacca décida d'armer une petite flotte de galères et quatre petites galères et environ 100 soldats et se diriger vers la rivière Malaios, à minuit. Une fois là-bas, la flotte portugaise entra dans la rivière sans être détectée par l'équipage javanais et, à l'aide d'une bombe incendiaire lancée à la main, brûla une trentaine de jonques et autres bateaux, attaqua la flotte javanaise de manière surprenante et captura de beaucoup de marchandises au milieu des Javanais paniqués. Après un siège de 3 mois, les troupes javanaises se replièrent.
François Pyrard de Laval (1578-1623) mentionne une épave d'une jung sundanaise à Guradu, atoll Malé Sud, aux Maldives. Le navire transportait toutes sortes d'épices et autres marchandises de Chine et de Sunda. Sur le navire, il y avait environ 500 hommes, femmes et enfants, et seulement 100 survécurent quand il coula. Le roi des Maldives insista sur le fait que c'était le navire le plus riche imaginable. Pyrard pensait que c'était le plus gros navire qu'il ait jamais vu, avec un mât plus haut et plus épais que la caraque portugaise, et le pont supérieur beaucoup plus grand que le pont de la caraque portugaise. Les parents de la reine sundanaise étaient les propriétaires dde la jung, tous deux morts lorsque le navire coula. La reine, encore enfant survécut à l'incident.

## Différences avec les jonques chinoises

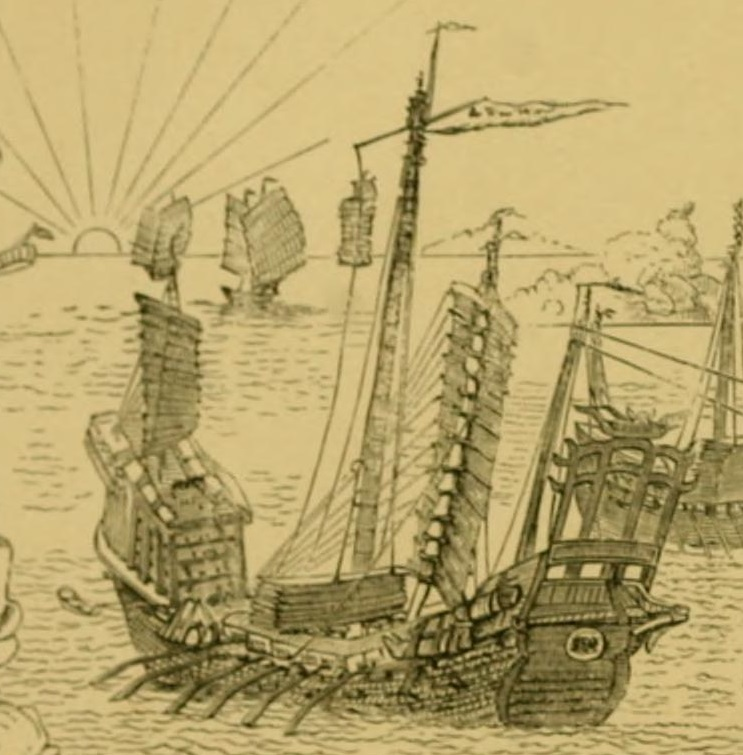
Dessin d'une jonque yuan du XIVe siècle. L'armada yuan qui a attaqué Java était composée de ce type de navires.Comparaison entre le Bateau-trésor de Zheng He (1405) et la Santa Maria de Colomb, 1492/1493. La Santa Maria mesure 19 m de long tandis que le navire au trésor Cheng Ho mesure 136 m de long. Cependant, cette mesure est basée sur un roman fantastique, la recherche moderne montre que la longueur du navire de Cheng Ho est de 61 à 76 m (200 à 250 pieds).

Les jung de Java sont différentes des jonques chinoises par le gouvernail. Le Jung chinois a un gouvernail au milieu tandis que les jonques javanaises en ont 2 sur les côtés. La jung javanaise a également une variété de voiles, la forme peut aller de la voile jung (avec partition en os/bambou) à la voile tanja (voile rectangulaire oblique, similaire à la voile du navire de Borobudur). La proue et la poupe de la jung javanaise sont effilées ou pointues, tandis que pour les jonques chinoises elles sont émoussées ou plates. La partie inférieure de la jonque chinoise est en forme de U sans quille, elle n'est donc pas adaptée à la navigation dans l'océan, tandis que la jung javanaise a une quille et en forme de V, qui est plus stable pour naviguer sur l'océan. Les jonques chinoises sont assemblées par des clous ou d'autres connexions métalliques, tandis que les jonques javanaises n'utilisent pas de jonctions métalliques comme les clous.
Le navire au trésor chinois aurait eu une longueur de 137 mètres et une largeur de 55 mètres. Cependant, cette mesure provient d'un roman fantastique, ce qui la rend caduque comme source historique. Des recherches modernes montrent que le navire de Cheng Ho ne mesurait que 61 à 76 m (200 à 250 pieds) de longueur,. Selon Irawan Djoko Nugroho, les jonques javanaises faisaient 4 à 5 fois la taille du navire Flor de la Mar, le plus grand navire portugais en 1513. Si la réplique du Flor de La Mar est de taille standard, soit 36 m de longueur, la jung javanaise avait une longueur de 144–180 m et un tonnage de 1 600–2 000 tonnes. Mais selon les calculs d'Irawan Djoko Nugroho, le Flor de La Mar avait une longueur de 78 m, ce qui signifie que la taille de la jung javanaise était de 313 à 391 m. D'autres chercheurs pensent que le tonnage des jonques javanaises était d'au moins 1 000 tonnes, ce qui indique une longueur comprise entre 70 et 90 m.

## Histoire de la disparition des jungs javanaises

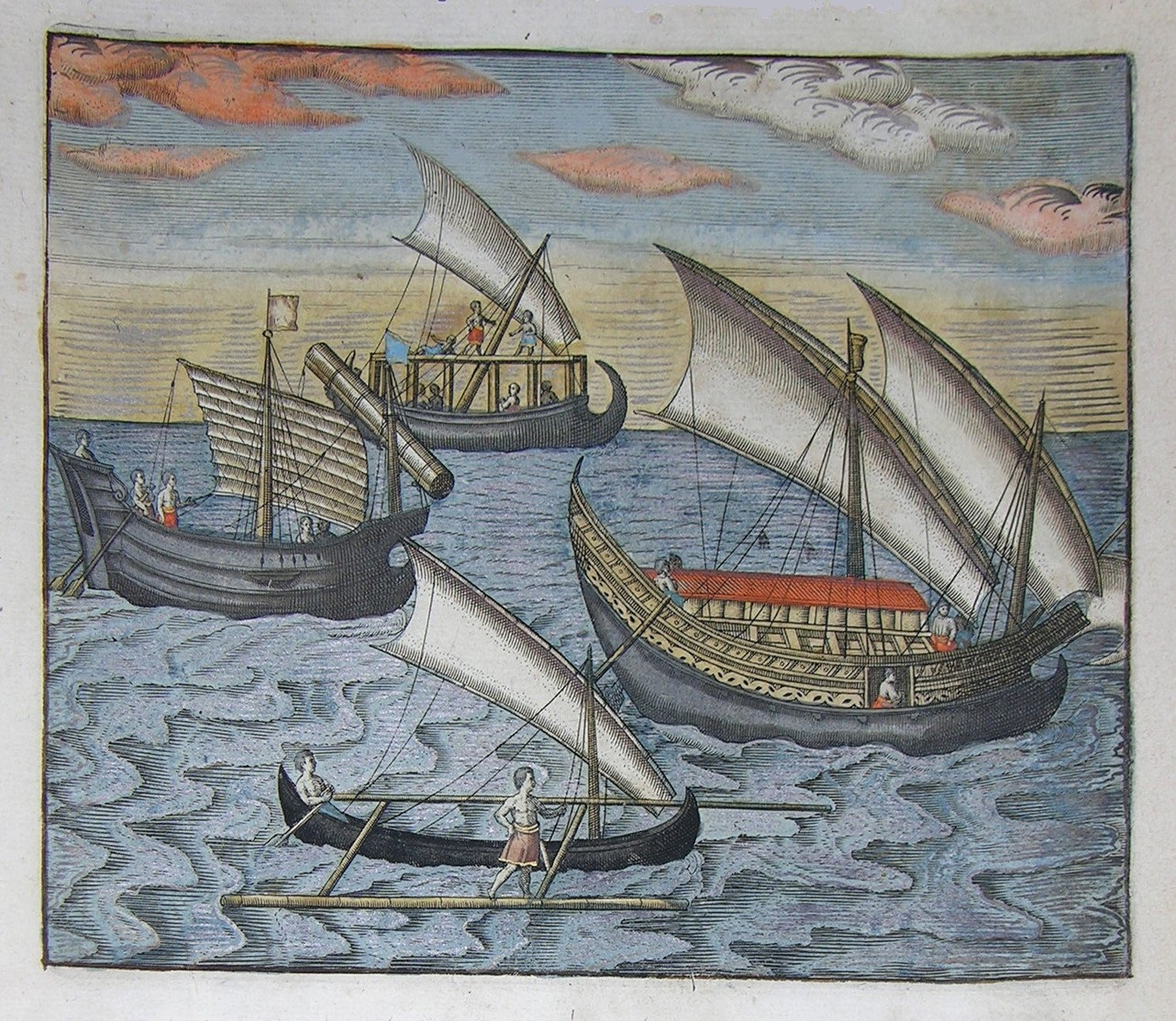
jung de Banten (à droite) avec 2 voiles et une voile beaupré, montrant le pont (ouverture sur le pont inférieur où les marchandises sont stockées). Jung hybride visible sur la gauche.

Anthony Reid a fait valoir que l'échec des jungs dans les batailles contre les navires occidentaux, plus petits et agiles, convainquit les constructeurs de navires javanais, que les jungs, grands mais moins agiles, couraient trop de risques après que les Portugais eurent introduit des batailles navales de style européen, de sorte que les navires qu'ils construisirent par la suite étaient plus petits et rapides. À partir du milieu du XVIe siècle, les forces maritimes de l'archipel commencèrent à utiliser de nouveaux types de bateaux de combat agiles qui pouvaient être équipés de plus gros canons: dans les différentes attaques contre Malacca lancées sur les Portugais de Melaka, après la défaite de Pati Unus, ils n'utilisèrent plus de jung, mais lancaran, ghurab (id) et ghali (id). La jung qui navigua dans l'archipel après les années 1600 avait une capacité de chargement moyenne de seulement 100 tonnes, mais il y en avait encore certaines qui pouvaient transporter 200 à 300 last de chargements (environ 360-400 à 540-600 tonnes métriques) au début des années 1700.
Dans la courte préface d'anthologie intitulée jung Jawa de Rendra Fatrisna Kurniawan publiée par Babel Publishing en 2009  (ISBN 978-979-25-3953-0), déclare que la perte de la tradition maritime javanaise est le résultat des politiques royales javanaises elles-mêmes, après leur défaite des Portugais lors de l'invasion de Malacca, qui se concentrèrent alors davantage sur les forces terrestres. Aussi, l'attitude répressive d'Amangkurat I de Mataram envers la ville côtière du nord de Java. Amangkurat I ordonna en 1655 la fermeture du port et la destruction des navires pour empêcher les villes côtières de devenir fortes et de se rebeller. Cela détruisit l'économie javanaise et la puissance maritime qui avaient été construites depuis les jours de Singhasari et Majapahit, et Mataram devint un pays agraire . 

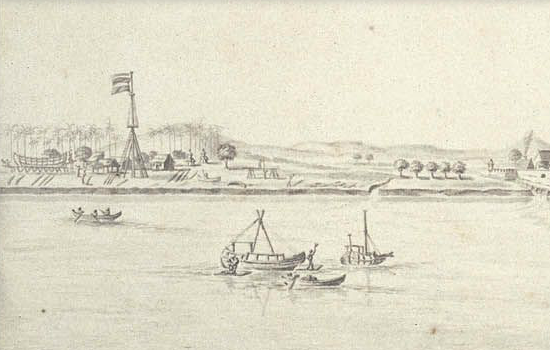
Chantier naval de Rembang, vers 1772.

La perte du détroit de Muria fut également un facteur dans la perte de Jung Jawa. Les grands chantiers navals le long de Rembang-Demak devinrent enclavée dans les terres sans accès à la mer. En 1657, Tumenggung Pati proposa l'excavation d'une nouvelle voie navigable de Demak à Juwana, mais cela ne fut pas réalisé; preuve qu'à cette époque, le détroit de Muria avait disparu ou s'était rétréci. Le Daghregister de la Compagnie néerlandaise des Indes orientales (VOC) à Batavia, rapporte en 1677 que les habitants de Mataram, dans le centre et l'est de Java, manquaient même de leurs propres navires pour l'usage nécessaire et s'accordaient à ignorer la mer. Lorsque le VOC prit pied à Java, elle interdit aux autochtones de construire des navires de plus de 50 tonnes et affecta des inspecteurs européens à chaque chantier naval. Après les années 1700, les jungs furent remplacés par des types de navires européens, barque (en) et brigantine, qui furent fabriqués dans les chantiers navals locaux de Rembang et Juwana (qui fabriquaient des jung); ces types de navires pouvaient atteindre 400-600 tonnes de fret, avec une moyenne de 92 last (165,6–184 tonnes métriques).

## Réplique
- Une petite réplique de la jung javanaise se trouve à Marine March, Resorts World Sentosa, Singapour[68].

## Note
1. ↑  Ukuran berat yang digunakan di halaman ini adalah DWT atau tonase bobot mati, sebuah ukuran dari berapa banyak yang bisa dibawa sebuah kapal.
2. ↑  Layar lateen ini bisa jadi merujuk kepada layar tanja atau layar jung. Layar tanja, pada laporan awal bangsa Eropa, disebut layar lateen atau layar segi empat. Jika dilihat dari kejauhan, layar tanja dapat terlihat seperti berbentuk segi tiga.
3. ↑  Beberapa peneliti percaya Yepoti ini adalah Kalimantan.
4. ↑  Bisa jadi ada kesalahan pengartian. Ia bisa jadi merujuk pada tinggi lambung kapal, dari lunasnya sampai ke dek teratas.
5. ↑  Menurut Horst H. Liebner, sebagian besar meriam tersebut berjenis meriam putar (swivel gun), kemungkinan dari jenis cetbang atau rentaka, yaitu sejenis meriam ukuran kecil dan sedang yang biasa dipasang di pinggir kapal. Meriam tetap yang ukurannya lebih besar pada kapal-kapal Melayu biasanya dipasang di apilan (gunshield atau perisai meriam).
6. ↑  Dari sepucuk surat dari raja João III untuk Conde da Castanheira, tanggal 22 Agustus 1536: "Pareceo me bem mandardes a Sacavem pelo galleam Trimdade e pelo junco" (Tampaknya bagi saya Anda melakukan yang benar dalam memerintahkan penyebaran geliung Trimdade dan jong, yang berada di Sacavem).
7. ↑  Satu last awalnya adalah satuan volume muatan, kemudian menjadi satuan berat, bervariasi menurut sifat dari muatan itu, yang kira-kira setara dengan 1,8 sampai 2 ton metrik.